# 腐乳
腐乳（ふにゅう、fǔrǔ）は、豆腐に麹をつけ、塩水中で発酵させた中国食品である。千年以上の歴史を持つ食べ物であり、中国全土で広く食べられている。豆腐乳（dòufurǔ）、乳腐（rǔfǔ）、南乳（nánrǔ）とも呼ばれる。

## 概要
腐乳には醗酵臭と塩味がある。炒め物、煮込み料理などに調味料として用いられる以外に、粥に入れて食べる食卓調味料として用いる。紅麹を用いた腐乳は塩辛くなく甘みがあり、そのまま爪楊枝で削って食べる方法も台湾では一般的である。一般的に腐乳は瓶詰めで流通しており、保存と調味を目的とした漬け汁に浸かっている。

## 歴史
少なくとも、豆腐の発明より後の時代に生まれている。魏の時代に生まれたとする説もあるが、定かではない。北宋の時代の文献『清異録』には、既に普通の食品として記載されている。

## 種類
腐乳は通常「青方」、「紅方」、「白方」に大別されて、臭豆腐などは青方、紅辛などは紅方、甘辛などは白方に分類される。発酵に使う麹に紅麹を使用したものは紅腐乳（hóngfǔrǔ）、紅麹腐乳（hóngqūfǔrǔ）または単に紅方（hóngfāng）と呼ばれる。発酵の際にトウガラシを加えて辛味をつけた紅腐乳もある。
臭豆腐は灰色の豆腐発酵食品で、腐敗臭にも例えられる強烈な刺激臭がある。主に王致和社製のものが瓶詰めの調味料として流通している。この調味料は、揚げたり煮込んだりして食べる「臭豆腐」とは名前が同じだが別の食品である。

## 製造
まず豆腐を圧搾し、水分を抜いたのちに長方形に切る。これを箱に1つ1つ間隔を置いて並べ、数日かけて麹を付着させる。これらをカメに入れ、もろみ、塩水、甘酒などを入れて熟成させる。このとき用いる麹の種類や熟成の前処理、熟成中の液の組成によって、上記の3種に大きく分かれる。

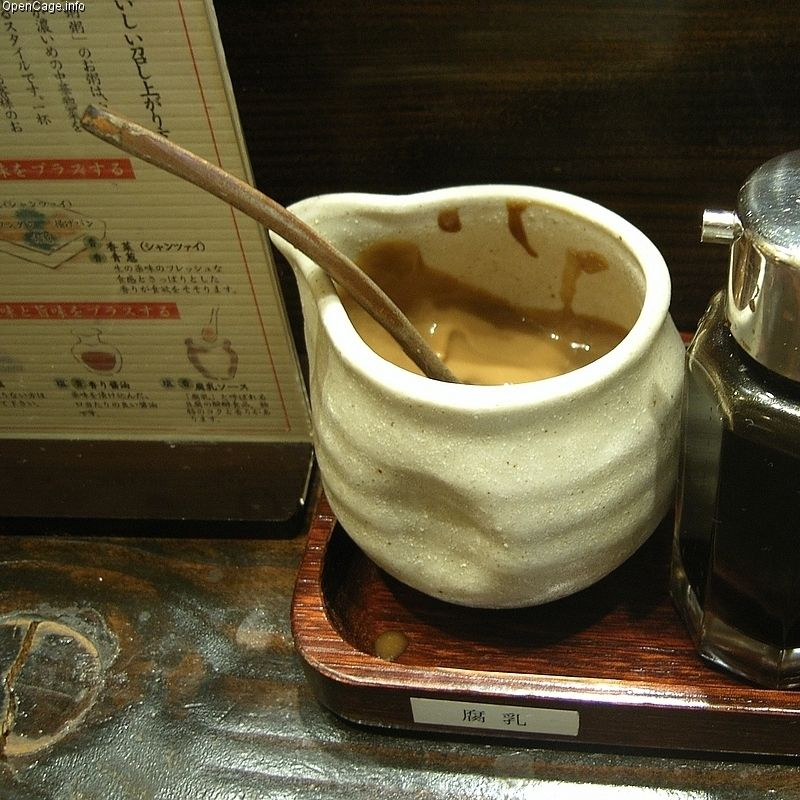
腐乳を使った調味料
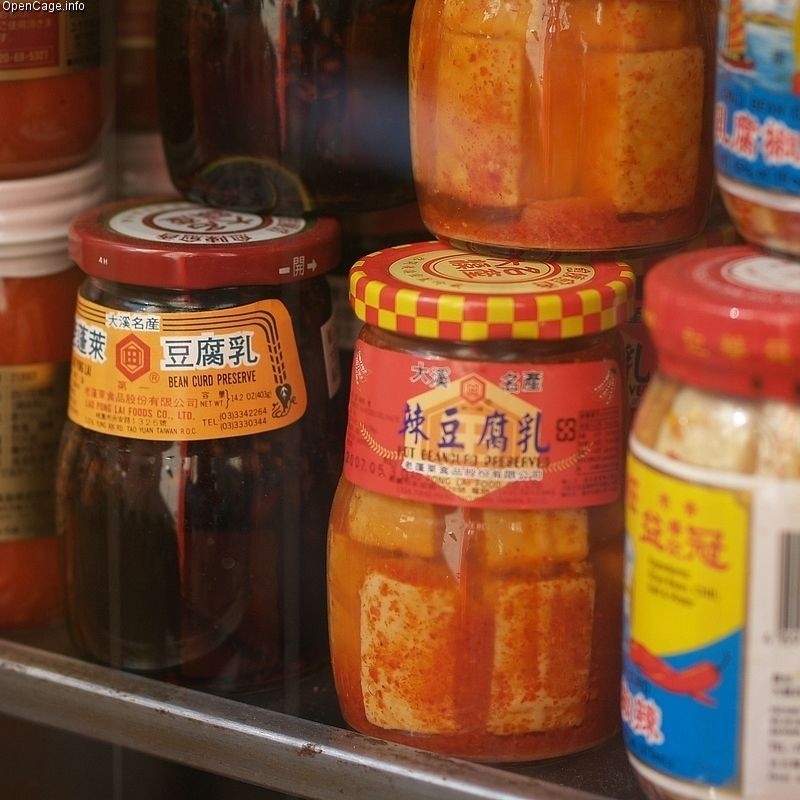
瓶詰めの腐乳製品